# Michel Auclair
Michel Auclair (Koblenz (Duitsland), 14 september 1922 - Saint-Paul-en-Forêt, 7 januari 1988) was een Frans acteur. 
Hij speelde de rol van de Franse kolonel Rolland in de  The Day of the Jackal (1973).

## Filmografie

### Bioscoopfilms
- 1946 - La belle et la bête (Jean Cocteau)
- 1946 - Les malheurs de Sophie (Jacqueline Audry)
- 1946 - Ouvert pour cause d'inventaire (Alain Resnais) (documentaire)
- 1947 - Les Maudits (René Clément)
- 1948 - Éternel conflit (Georges Lampin)
- 1949 - Singoalla (Christian-Jaque)
- 1949 - Le Paradis des pilotes perdus (Georges Lampin)
- 1949 - Manon (Henri-Georges Clouzot)
- 1950 - Justice est faite (André Cayatte)
- 1950 - L'Invité du mardi (Jacques Deval)
- 1951 - L'Aiguille rouge (Emil-Edwin Reinert)
- 1951 - Pas de pitié pour les femmes (Christian Stengel)
- 1952 - La Fête à Henriette (Julien Duvivier)
- 1952 - Le due verità (Antonio Leonviola)
- 1952 - Camicie rosse (Francesco Rosi en Goffredo Alessandrini))
- 1952 - Unter den tausend Laternen (Erich Engel)
- 1953 - Die Tochter der Kompanie (Géza von Bolváry)
- 1954 - Bonnes à tuer (Henri Decoin)
- 1954 - La Patrouille des sables (René Chanas)
- 1954 - Tres hombres van a morir (Feliciano Catalán)
- 1954 - Quai des blondes (Paul Cadéac)
- 1954 - Si Versailles m'était conté... (Sacha Guitry)
- 1954 - Zoé (Charles Brabant)
- 1955 - Double destin (Victor Vicas)
- 1955 - Andrea Chénier (Clemente Fracassi)
- 1956 - La risaia (Raffaele Matarazzo)
- 1957 - Der Fuchs von Paris (Paul May)
- 1957 - Les Fanatiques (Alex Joffé)
- 1957 - L'Irrésistible Catherine (André Pergament)
- 1957 - Funny Face (Stanley Donen)
- 1957 - Reproduction interdite (Gilles Grangier)
- 1959 - Maigret et l'Affaire Saint-Fiacre (Jean Delannoy)
- 1959 - Les Amants de demain (Marcel Blistène)
- 1960 - Meurtre en 45 tours (Étienne Périer)
- 1960 - Une fille pour l'été (Edouard Molinaro)
- 1961 - Le Rendez-vous de minuit (Roger Leenhardt)
- 1962 - L'Éducation sentimentale (Alexandre Astruc)
- 1963 - Les vacances portugaises (Pierre Kast)
- 1963 - Symphonie pour un massacre (Jacques Deray)
- 1964 - La Chance et l'Amour (onder anderen Bertrand Tavernier)
- 1964 - Trafics dans l'ombre (Antoine d'Ormesson)
- 1964 - Mort, où est ta victoire? (Hervé Bromberger)
- 1965 - Le dernier matin de Percy Shelley (korte film, verteller)
- 1966 - Le Voyage du père (Denys de La Patellière)
- 1968 - Sous le signe de Monte Cristo (André Hunebelle)
- 1969 - Sous le signe du taureau (Gilles Grangier)
- 1970 - Le Coeur fou (Jean-Gabriel Albicocco)
- 1971 - Les Mariés de l'an deux (Jean-Paul Rappeneau)
- 1972 - Paulina 1880 (Jean-Louis Bertuccelli)
- 1973 - Story of a Love Story (John Frankenheimer)
- 1973 - The Day of the Jackal (Fred Zinnemann)
- 1973 - Décembre  (Mohammed Lakhdar-Hamina)
- 1974 - Les guichets du Louvre (Michel Mitrani)
- 1975 - Sept morts sur ordonnance (Jacques Rouffio)
- 1975 - Souvenirs d'en France (André Téchiné)
- 1977 - Le Juge Fayard dit Le Shériff (Yves Boisset)
- 1978 - L'Amour en question (André Cayatte)
- 1979 - Le Toubib (Pierre Granier-Deferre)
- 1979 - Le Coup de sirocco (Alexandre Arcady)
- 1980 - Trois Hommes à abattre (Jacques Deray)
- 1981 - Pour la peau d'un flic (Alain Delon)
- 1982 - Deux heures moins le quart avant Jésus-Christ (Jean Yanne)
- 1982 - Mille milliards de dollars (Henri Verneuil)
- 1982 - Enigma (Jeannot Szwarc)
- 1983 - El señor presidente (Manuel Octavio Gomez)
- 1983 - La belle captive  (Alain Robbe-Grillet) (enkel stem)
- 1984 - Le Bon Plaisir (Francis Girod)
- 1984 - Rue barbare (Gilles Béhat)
- 1988 - Preuve d'amour (Miguel Courtois)
- 1989 - Torquemada (Stanislav Barabas)

### Televisie

#### Televisiefilms
- Il est minuit docteur Schweitzer (1962)
- Le mal court (1962)
- La chambre (1964)
- Huis clos (1965)
- Bonjour tristesse (1965)
- Genitrix (1973)
- Salomé (1973)
- Faites entrer M. Ariman (1974)
- Le prix (1975)
- Madame Sourdis (1979)
- Lettres d'amour sur papier bleu (1980)
- Docteur Teyran (1980)
- Les brus (1981)
- 1981 - Les avocats du diable (André Cayatte)
- Les invités (1982)
- Lise et Laura (1982)
- Les rats de Montsouris (1988)

#### Televisieseries
- Le train bleu s'arrête 13 fois (1966)
- Bonjour Paris (1976)
- Commissaire Moulin (1977)
- Les cinq dernières minutes (1978 en 1983)
- Les amours de la belle époque (1979)
- Histoires insolites (1979)
- Le petit théâtre d'Antenne 2 (1980)
- Martine Verdier (1981)
- Les héritiers (1981)
- De bien étranges affaires (1982)
- Bel ami (1983)
- Christopher Columbus (1985)
- Azizah, la fille du fleuve (1986)